# Titularbistum Iamnia
Iamnia (ital.: Jamnia) ist ein Titularbistum der römisch-katholischen Kirche. 
Es geht zurück auf einen untergegangenen Bischofssitz in der gleichnamigen antiken Stadt, dem heutigen Javne in Israel, die in der römischen Provinz Palaestina Prima lag. Der Bischofssitz war der Kirchenprovinz Caesarea in Palaestina zugeordnet.
| Titularbischöfe von Iamnia |                                               |                                           |              |               |
| Nr.                        | Name                                          | Amt                                       | von          | bis           |
| 1                          | Thomas Asagoro Wakida (Thomas Asagoro Wakita) | emeritierter Bischof von Yokohama (Japan) | 5. Juli 1951 | 10. März 1965 |